# Jon Otsemobor
Jon Otsemobor (Ormskirk, 23 marzo 1983) è un ex calciatore inglese, di ruolo difensore.